# 袁山松
袁 山松（えん さんしょう、生年不詳 - 401年）は、東晋の官僚・歴史家・音楽家。本貫は陳郡陽夏県。

## 経歴
清の厳可均は『全晋文』卷五十六において、姓名については袁崧（えんすう）、字が山松（さんしょう）だとしている。全晉文/卷五十六
袁方平（袁喬の子）の子として生まれた。若くして博学で文才があった。また音楽を得意とし、旧歌の「行路難」の曲を好んで、酔ってはこれを好き勝手に歌うと、聴く者は涙を流さないことがないと言われた。ときに羊曇が唱楽を得意とし、桓伊は挽歌ができ、山松が「行路難」でこれに次いだため、当時の人はかれらを「三絶」と呼んだ。また張湛が葬儀場の前に松や柏を植えるのを好み、山松は出遊のたびごとに挽歌を側近に作らせるのを好んだため、当時の人は「湛は屋下に屍をならべ、山松は道上に殯を行う」と評した。
山松は謝混の娘に求婚して妻に迎えた。顕位を歴任して、呉国内史となった。孫恩の乱のとき、山松は滬瀆を守備していた。隆安5年（401年）5月、滬瀆の城を反乱軍に落とされて殺害された。著書に『後漢書』100巻があったが現在残っているのは太平御覧に引用されて残る「光武紀論」・「章帝紀論」・「献帝紀論」の３つに過ぎない。

## 伝記資料
- 『晋書』巻83 列伝第53